# Ioan Stănilă

Ioan Stănilă, poreclit „Pușcălupi”, născut în anul 1846 în Râșnov, a fost primul cabanier al cabanei Mălăiești. S-a căsătorit în anul 1870 și a avut trei copii, pe Ion, Gheorghe și Alexe, ce au fost pe rând cabanieri la casa de adăpost Omu și la cabana Mălăiești.

Tatăl, bătrânul Ion Stănilă, a fost vânător vestit, în special de urși. El a fost scalpat de un urs rănit la o vânătoare, dar nu a renunțat la vânătoare și în toate analele Brașovului este evidențiat că de-a lungul vieții sale ar fi împușcat peste 27 de urși.
Ioan Stănilă purta părul lung și umbla mai tot timpul în opinci, având obiceiul de a vorbi încet, fiind obișnuit așa de când mergea la vânătoare cu tatăl lui. A fost însoțitorul renumitului botanist brașovean Julius Römer. Bun cunoscător al florei din Bucegi, l-a asistat pe acesta la alcătuirea ierbarului său din care se mai păstrează și astăzi specimene. 
În anul 1910, la data de 7 august, la vârsta de 64 de ani, Ion Stănilă moare într-un accident. Plecat cu un nepot să culeagă floare de colț, urcând pe Bucșoiu spre Valea Rea pe o brână greu accesibilă, se prăbușește și moare. Accidentul a fost anunțat la cabana Mălăiești de către nepotul său. Ioan Stănilă a fost găsit zdrobit, dar avea în gură două flori de colț.